# NGC 4331
NGC 4331 is een onregelmatig sterrenstelsel in het sterrenbeeld Draak. Het hemelobject werd op 12 december 1797 ontdekt door de Duits-Britse astronoom William Herschel.

## Synoniemen
- UGC 7449
- MCG 13-9-26
- ZWG 352.31
- 7ZW 451
- PGC 40085